# Melvin Van Peebles
Melvin "Block" Van Peebles (21 de agosto de 1932 – 21 de setembro de 2021) foi um ator, diretor, roteirista, dramaturgo, novelista e compositor Norte-Americano. Melhor conhecido pela sua criação mais aclamada, Sweet Sweetback's Baadasssss Song, o qual abriu portas para uma nova safra de filmes afro-americanos. Ele também é pai do ator e diretor Mario Van Peebles.

## Morte
Van Peebles morreu em 21 de setembro de 2021, aos 89 anos de idade.